# Cordillera Central (Dominikanska Republika)
Cordillera Central je najviši planinski lanac u Dominikanskoj Republici i na Karibima. 
Spojen s planinskim lancem Massif du Nord na Haitiju. Postupno se suzuje prema jugu i završava u blizini grada San Cristobala na dominikanskim obalnim ravnicama. 
Zbog visine, svježe temperature i slikovitih vidika, Cordillera Central je također poznat kao "Dominikanske Alpe". Cordillera Central ima najviše vrhove na Karibima: Pico Duarte (3098 m), La Pelona (3094 m) i La Rucilla (3049 m).
Ovim područjem teku rijeke: Yaque del Norte, Yaque del Sur, Yuna, Camú, Bao i dr.